# Treasure (cég)
A Treasure (株式会社トレジャー; Hepburn: Kabushiki gaisha Torejā) egy japán videójáték-fejlesztő cég, amelyet 1992. június 19-én alapítottak meg a Konami egykori alkalmazottai. A vállalat a klasszikus stílust követő, ám innovatív játékmelemeket felmutató akciójátékairól ismert. A kereskedelmileg sikeresebb játékaik közé tartozik a Wario World vagy a Mischief Makers, ám elsősorban a kritikailag elismert alkotásaikról, mint például a Gunstar Heroes, a Dynamite Headdy, az Alien Soldier, a Guardian Heroes, a Radiant Silvergun, a Bangai-O, a Sin and Punishment vagy az Ikaruga ismertek. Első játékuk a Gunstar Heroes run and gun 1993. szeptember 9-én jelent meg.
A Treasure egy viszonylag kicsi, magántulajdonban lévő vállalat, amely körülbelül 20-30 alkalmazottat foglalkoztat. Játékaik fejlesztése során a külsős vállalkozókat is felkérnek, de alkalmanként olyan cégekkel kötnek partnerséget egy-egy játék erejéig, mint a Nintendo, a G.rev vagy a Sega. Ennek eredményeképp számos nagy márkanévhez köthető játékon dolgoztak, többek között ilyen az Astro Boy, a McDonald’s, a Bleach vagy a Tiny Toon Adventures. Több játékot, köztük az Ikaruga és a Radiant Silvergun játéktermi shootereiket függetlenül fejlesztettek.

## Játékaik
A csillaggal jelölteket nem adták ki Japánon kívül.
- Gunstar Heroes (1993, Sega, Sega Mega Drive/Genesis; 1995, Sega, Sega Game Gear; 2006, Sega, Virtual Console; a Game Gear portot az M2 készítette)
- McDonald’s Treasure Land Adventure (1993, Sega, Mega Drive/Genesis)
- Dynamite Headdy (1994, Sega, Mega Drive/Genesis; 1994, Sega, Game Gear; 1994, Sega, Master System*; 2007, Sega, Virtual Console; a Game Gear portot a Minato Giken készítette)
- YuYu Hakusho: makjó tóicuszen (1994, Sega, Mega Drive*)
- Alien Soldier (1995, Sega, Mega Drive; 2007, Sega, Virtual Console)
- Light Crusader (1995, Sega, Mega Drive/Genesis; 2007, Sega, Virtual Console)
- Guardian Heroes (1996, Sega, Sega Saturn; 2011, Xbox Live Arcade)
- Mischief Makers (1997, Enix (JP)/Nintendo (US/EU), Nintendo 64)
- Silhouette Mirage (1997, ESP, Saturn*; 1998, ESP (JP)/Working Designs (US), PlayStation)
- Radiant Silvergun (1998, szerzői kiadás, játéktermek*; 1998, ESP, Saturn*)
- Rakugaki Showtime (1999, Enix, PlayStation*)
- Bangai-O (1999, ESP, N64*; 1999 (JP)/2000 (EU)/2001 (US), ESP (JP)/Swing! Games (EU)/Conspiracy Entertainment (US), Dreamcast)
- GunBeat (törölve, ismeretlen kiadó, játéktermek)
- Silpheed: The Lost Planet (2000 (JP)/2001 (US/EU), Capcom (JP)/Swing! Games és Conspiracy Entertainment (EU)/Working Designs (US), PlayStation 2, a Game Artsszal közös fejlesztés)
- Sin and Punishment (2000, Nintendo, Nintendo 64*; 2007, Nintendo, Virtual Console)
- Freak Out (2001, Conspiracy Entertainment (US)/Swing! Games (EU)/Kadokawa Shoten (JP), PlayStation 2)
- Ikaruga (2001, szerzői kiadás, játéktermek*; 2002, ESP, Dreamcast*; 2003, Atari, Nintendo GameCube; 2008, Xbox Live Arcade; a G.revvel közös fejlesztés)
- Tiny Toon Adventures: Buster’s Bad Dream (2002, Swing! Games (EU)/Conspiracy Games (US), Game Boy Advance)
- Hadzsime no Ippo: The Fighting! (2003, ESP, Game Boy Advance)
- Tiny Toon Adventures: Defenders of the Universe (törölve, Swing! Games (EU)/Conspiracy Games (US), PlayStation 2)
- Wario World (2003, Nintendo, GameCube)
- Dragon Drive: D-Masters Shot (2003, Bandai, GameCube*)
- Astro Boy: Omega Factor (2004, Sega, Game Boy Advance; developed in collaboration with the Sega team Hitmaker)
- Gradius V (2004, Konami, PlayStation 2; a G.revvel közös fejlesztés)
- Advance Guardian Heroes (2004, Ubisoft, Game Boy Advance)
- Gunstar Super Heroes (Gunstar Future Heroes) (2005, Sega, Game Boy Advance)
- Bleach: The Blade of Fate (2006, Sega, Nintendo DS)
- Bleach: Dark Souls (2007, Sega, Nintendo DS)
- Bangai-O Spirits (2008, ESP, Nintendo DS)
- Bleach: Versus Crusade (2008, Sega, Wii)
- Sin & Punishment: Star Successor (2009, Nintendo, Wii)
- Bangai-O HD: Missile Fury (2011, Xbox Live Arcade)
- Radiant Silvergun (2011, Xbox Live Arcade)
- Guardian Heroes (2011, Xbox Live Arcade)